# الدوري البيروي لكرة القدم 2014
الدوري البيروفي لكرة القدم 2014 (بالإسبانية: Campeonato Descentralizado 2014)‏ هو الموسم 98 من الدوري البيروفي لكرة القدم. أشرف على تنظيمه اتحاد بيرو لكرة القدم، وكان عدد الأندية المشاركة فيه 16، وفاز فيه نادي سبورتينغ كريستال.